# Sasaki Nobutsuna

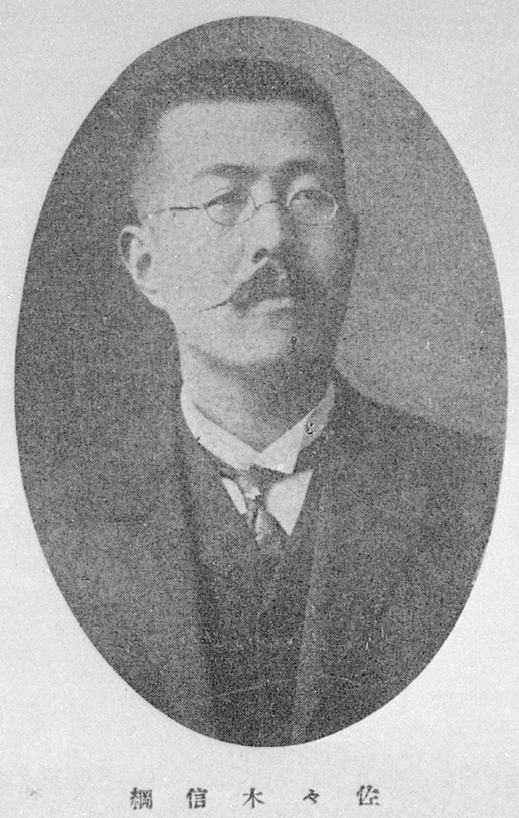
Sasaki Nobutsuna

Sasaki Nobutsuna (japanisch 佐佐木 信綱; * 8. Juli 1872 in Ishiyakushi, Kreis Suzuka, Provinz Ise (heute: Stadt Suzuka, Präfektur Mie); † 2. Dezember 1963) war ein japanischer Schriftsteller.

## Leben
Sasaki wurde als Kind von seinem Vater, dem Schriftsteller Sasaki Hirotsuna, in die Grundlagen der Tanka-Lyrik eingeführt. Nach dem Abschluss seines Studiums an der Kaiserlichen Universität Tokio widmete er sich ganz der Erforschung und dem Schreiben von Waka-Lyrik.
Ende des 19. Jahrhunderts gründete er die literarische Gruppe Chikuhaku Kai (竹柏会; nach dem Dichternamen seines Vaters Chikuhaku), die ab 1898 die Zeitschrift Kokoro no Hana (心の花) herausgab. Hier veröffentlichte er seine Ideen zur Waka-Lyrik und gab jungen Lyrikern wie Kawada Jun, Kinoshita Rigen und Katayama Hiroko Anstöße und eine Plattform zur Veröffentlichung ihrer Arbeiten.
Gemeinsam mit Masaoka Shiki und Yosano Tekkan arbeitete er an einer Erneuerung des Genres der Tankas und veröffentlichte 1903 seine erste eigene Tanka-Sammlung Omoigusa (思草). Mit seinem Vater erarbeitete er eine umfassende Sammlung mittelalterlicher Wakas und verfasste eine Studie zur ältesten japanischen Lyriksammlung Man’yōshū, wofür er 1930 mit dem Asahi-Preis ausgezeichnet wurde. Er veröffentlichte weitere Wakasammlungen wie Shingetsu (新月), Tokiwagi (常盤木) und Yama to Mizu to (山と水と).
Sasaki gehört zu den Ersten, die vom Kaiser mit dem neu geschaffenen Kulturorden 1937 ausgezeichnet wurden.